# .219 Zipper
El cartucho .219 Zipper fue creado por Winchester Repeating Arms en 1937 para el rifle Winchester Modelo 64 palanquero, modificando el casquillo del .30-30 Winchester a calibre .22. Marlin Firearms también ofreció su rifle Marlin Modelo 336 (Marlin 336 Zipper) con recámara para el cartucho.
Si bien el .219 Zipper se concibió para competir con otros cartuchos de alimañeros de la época, la mayoría de los rifles de palanca usan cargadores tubulares, que no pueden ser usados con balas puntiagudas. Winchester dejó de producir munición .219 Zipper en 1962, Remington Arms dejó de producirlo poco después. 
El .219 Zipper es el caso principal del .219 Donaldson Wasp, y PO Ackley lo uso para crear el .219 Zipper Enhanced en 1937. Chucker y Super-chucker de Leslie Lindahl y las modificaciones de caja "wildcat" de Hervey Lovell, Lysle Kilbourne y WF Vickery ofrecieron una balística superior similar en acciones de cerrojo y disparo único más fuertes.
Aunque la bala de punta plana o redonda provoca una rápida pérdida de velocidad, el .219 es adecuado para la caza menor y de alimañas, incluidos lobos o coyotes, e incluso ciervos si se carga con una bala más pesada de 55 granos. Funciona bien en armas diseñadas para disparar munición con borde, como las Steyr-Mannlicher M1895 o las Lee-Enfield, pero no en las acciones de tipo Mauser, que no lo son, aunque el Winchester Modelo 70, también cuenta con un mecanismo tipo Mauser, se había adaptado con éxito a munición con borde parcial y completo, como el .220 Swift y el .219 Zipper.

## Nota
Los datos balísticos en el cuadro de información son para cargas máximas, según lo determinado por los escritores de Accurate Arms. Esto se basó en que el rifle Winchester Modelo 64 estaba alojado en .25-35 WCF y .30-30 Winchester en lugar de las especificaciones SAAMI.

## notas
1. ↑  Landis, Charles S. Twenty-Two Caliber Varmint Rifles (1947) Small Arms Technical Publishing Company p.60
2. 1 2  Barnes, ".219 Zipper", p.9.